# Phalops rufosignatus
Phalops rufosignatus är en skalbaggsart som beskrevs av Lansberge 1885. Phalops rufosignatus ingår i släktet Phalops och familjen bladhorningar. Inga underarter finns listade i Catalogue of Life.